# Randol Township
Die Randol Township ist eine von 10 Townships im Cape Girardeau County im Südosten des US-amerikanischen Bundesstaates Missouri. Das U.S. Census Bureau hat bei der Volkszählung 2020 eine Einwohnerzahl von 5173 ermittelt.

## Geografie
Die Randol Township liegt am Westufer des Mississippi, der die Grenze zu Illinois bildet. Die Mündung des Ohio bei Cairo an der Schnittstelle der Bundesstaaten Missouri, Illinois und Kentucky befindet sich rund 70 km südöstlich.
Die Randol Township liegt auf 37°23′17″ nördlicher Breite und 89°32′45″ westlicher Länge und erstreckt sich über 173,31 km², die sich auf 169,11 km² Land- und 4,2 km² Wasserfläche verteilen. 
Im Nordosten der Randol Township befindet sich der Trail of Tears State Park, dessen nördliche Hälfte bereits in der Shawnee Township liegt.
Die Randol Township grenzt innerhalb des Cape Girardeau County im Süden an die Cape Girardeau Township, im Westen an die Byrd Township und im Norden an die Shawnee Township. Im Osten bildet der Mississippi die Grenze zum Union County in Illinois.

## Verkehr
Durch den Südwesten der Township verläuft die Interstate 55, die die kürzeste Verbindung von St. Louis nach Memphis bildet. Weiter östlich verläuft parallel zum Mississippi die Missouri State Route 177.
Durch die Randol Township verläuft eine Eisenbahnlinie der BNSF Railway, die entlang des gesamten Laufs des Mississippi führt.
Der nächstgelegene Flughafen ist der rund 25 km südlich der Township gelegene Cape Girardeau Regional Airport.

## Bevölkerung
Bei der Volkszählung im Jahr 2010 hatte die Township 4431 Einwohner. Neben Streubesiedlung, den nördlichen Randbereichen von Cape Girardeau und dem östlichen Vorortbereich von Jackson existieren in der Township drei gemeindefreie Siedlungen:
- Bainbridge
- Egypt Mills
- Oriole